# Lucasuchus
Lucasuchus es un género extinto de aetosaurio. Se han encontrado fósiles en la formación de Bull Canyon del Grupo Dockum en la localidad de Revuelto Creek en el condado de Quay, Nuevo México. Todos los especímenes pertenecen a la etapa Noriense de fines del Triásico. El género fue nombrado en 1995 en honor a Spencer G. Lucas un paleontólogo norteamericano.
Inicialmente en 1999 se propuso a Lucasuchus como un sinónimo taxonómico más moderno subjetivo de Longosuchus, y varios otros estudios también lo han considerado un género inválido.  Sin embargo, estudios más modernos han determinado que Lucasuchus no es cogenérico con ningún otro género conocido de aetosaurio, y es probable se encuentre más relacionado con Desmatosuchus y Acaenasuchus que con Longosuchus. Los cuernos osteodermos laterales alargados que posee son una característica de todos los miembros de estos géneros, los cuales forman la subfamilia Desmatosuchinae.
Se ha sugerido que Lucasuchus es o bien un dimorfismo sexual correspondiente a la misma especie que Longosuchus meadei o una etapa  ontogenética de la especie (o sea que representa un grupo con determinada edad). Sin embargo, varias características de Lucasuchus podrían indicar que se trata de un animal distinto del L. meadei y no un ejemplo de variación morfológica. Por ejemplo, Lucasuchus posee un patrón radial definido de indentaciones y hendiduras en los osteodermos paramedianos de su dorso mientras que Longosuchus solo posee un patrón aleatorio de indentaciones en los paramedianos. En Longosuchus, los paramedianos poseen grandes proyecciones cónicas, mientras que en Longosuchus estas proyecciones solo se observan como protuberancias piramidales achatadas. Lucasuchus tampoco posee las indentaciones (o hendiduras) en las puntas de los osteodermos laterales que si se observan en Longosuchus.